# Panicum penicillatum
Panicum penicillatum är en gräsart som beskrevs av Christian Gottfried Daniel Nees von Esenbeck och Carl Bernhard von Trinius. Panicum penicillatum ingår i släktet vipphirser, och familjen gräs. Inga underarter finns listade i Catalogue of Life.